# Zarza de Montánchez

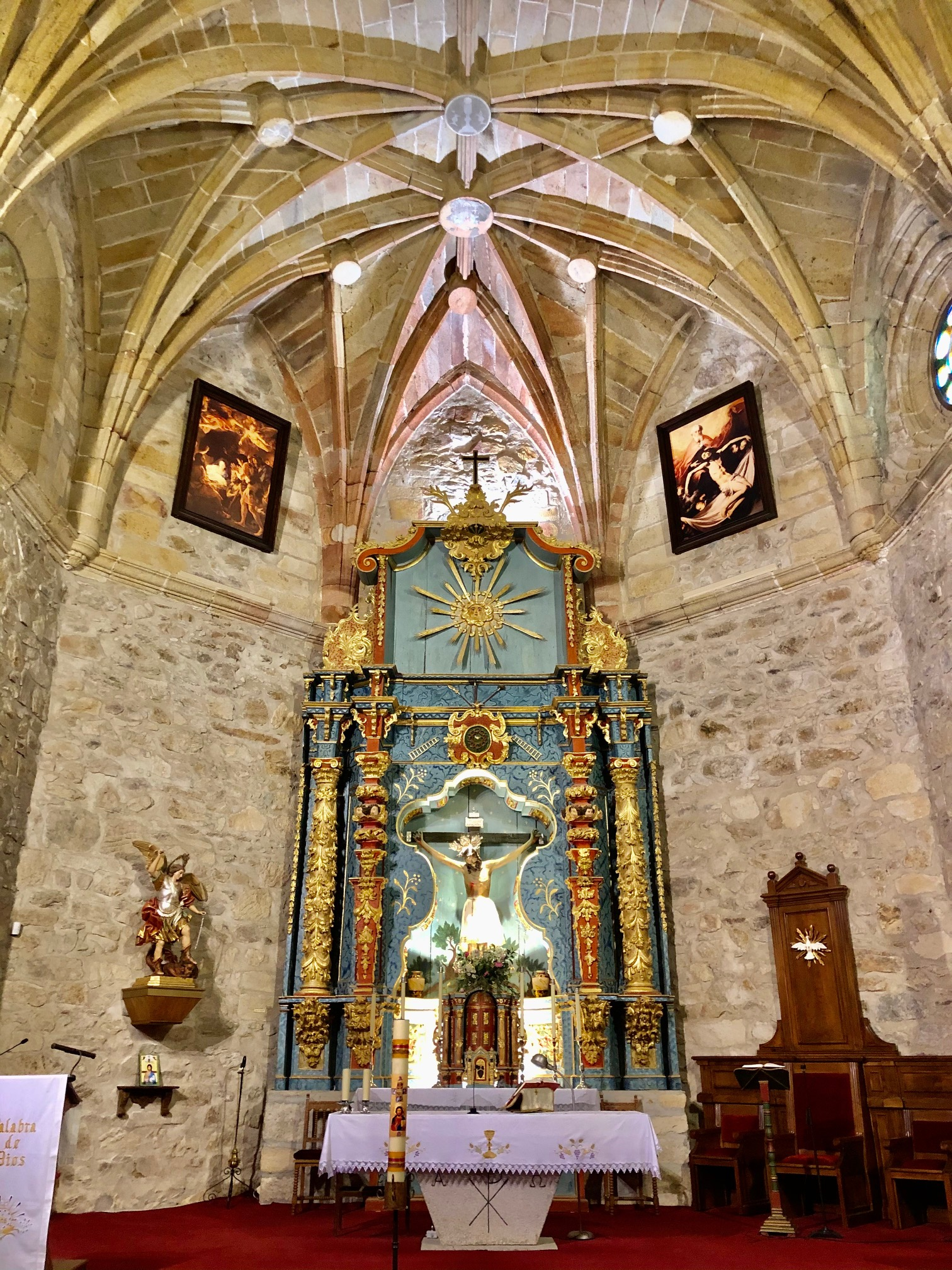
Apsis der Iglesia de San Miguel Arcángel

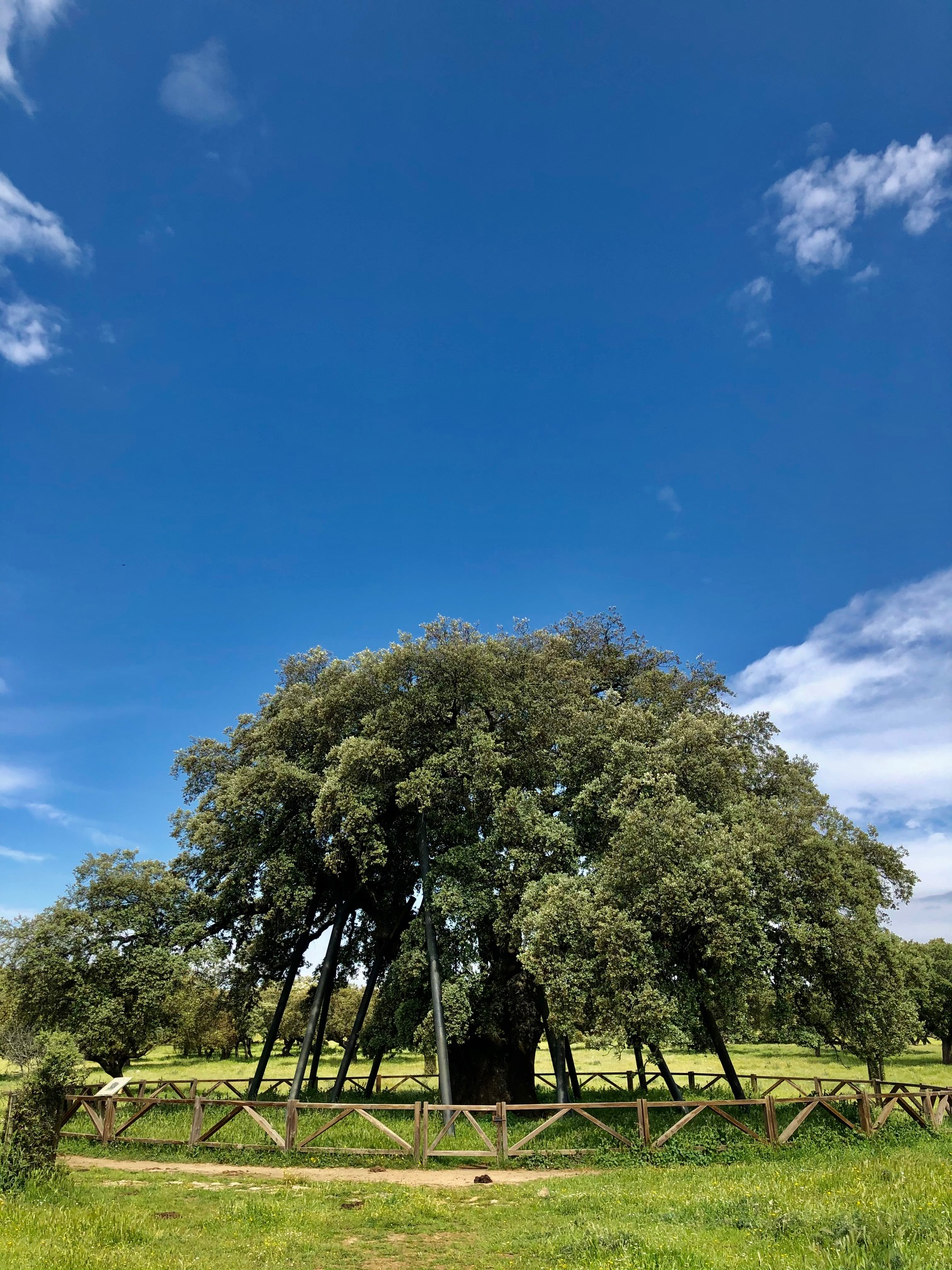
Steineiche von Terrona

Zarza de Montánchez ist eine südwestspanische Kleinstadt und eine Gemeinde (municipio) mit ca. 500 Einwohnern in der Provinz Cáceres in der Autonomen Gemeinschaft Extremadura. Der in der Region häufiger vorkommende Ortsname Zarza bedeutet so viel wie „Brombeere“ oder „Brombeergebüsch“.

## Lage und Klima
Die Gemeinde Zarza de Montánchez liegt im Süden der Provinz Cáceres, an der Grenze zur Provinz Badajoz in einer Höhe von ca. 450 m. Die Entfernung zur Hauptstadt Cáceres beträgt ca. 42 km (Fahrtstrecke) in nordwestlicher Richtung; die historisch und kulturell bedeutsame Stadt Trujillo liegt ca. 30 km nordöstlich. Das Klima ist meist warm und trocken; der eher spärliche Regen (ca. 550 mm/Jahr) fällt hauptsächlich im Winterhalbjahr.

## Bevölkerungsentwicklung
| Jahr      | 1857 | 1900 | 1950 | 2000 | 2021 |
| Einwohner | 1071 | 1467 | 2046 | 618  | 529  |

Die zunehmende Mechanisierung der Landwirtschaft, die Aufgabe bäuerlicher Kleinbetriebe („Höfesterben“) und die daraus resultierende Arbeitslosigkeit auf dem Land haben seit den 1950er Jahren zu einem deutlichen Rückgang der Einwohnerzahlen geführt.

## Wirtschaft
Seit Jahrhunderten dominiert die Landwirtschaft (Ackerbau und Viehzucht) das wirtschaftliche Leben der Gemeinde. Große Flächen der Dehesas werden zur Zucht von Rindern und von Iberischen Schweinen genutzt.

## Geschichte
Aus der Zeit des 10. oder 9. Jahrhundert v. Chr. stammt das Bruchstück einer bronzezeitlichen Stele. Römische und selbst maurische Spuren fehlen; insofern ist eine Entstehung des Ortes erst in der Zeit der Neu- bzw. Wiederbesiedlung (repoblación) vieler Orte im Süden der Iberischen Halbinsel zu suchen.

## Sehenswürdigkeiten
- Die von einer – wahrscheinlich später hinzugefügten – Südvorhalle (portico) begleitete Iglesia de San Miguel Arcángel ist ein überwiegend aus Bruchsteinen gemauerter einschiffiger, aber mit Seitenkapellen versehener Bau mit leicht eingezogener Apsis aus dem 15./16. Jahrhundert. Ein etwa 10 m hohes Sterngewölbe bedeckt den gesamten Kirchenraum.
- Auf dem Vorplatz der Kirche steht ein steinernes Kreuz auf einem abgetreppten Sockel.

Umgebung
- Die Ermita de San Salvador steht etwas außerhalb des Ortes.
- Die etwa 2 km nördlich des Ortes stehende Steineiche (Encina de Terrona) ist mit ihren 15 m Höhe, einem Kronenumfang von ca. 28 m und einem Stammdurchmesser von etwa 7,50 m der größte Baum Spaniens und einer der größten in Europa.